# Van Halen/Auszeichnungen für Musikverkäufe

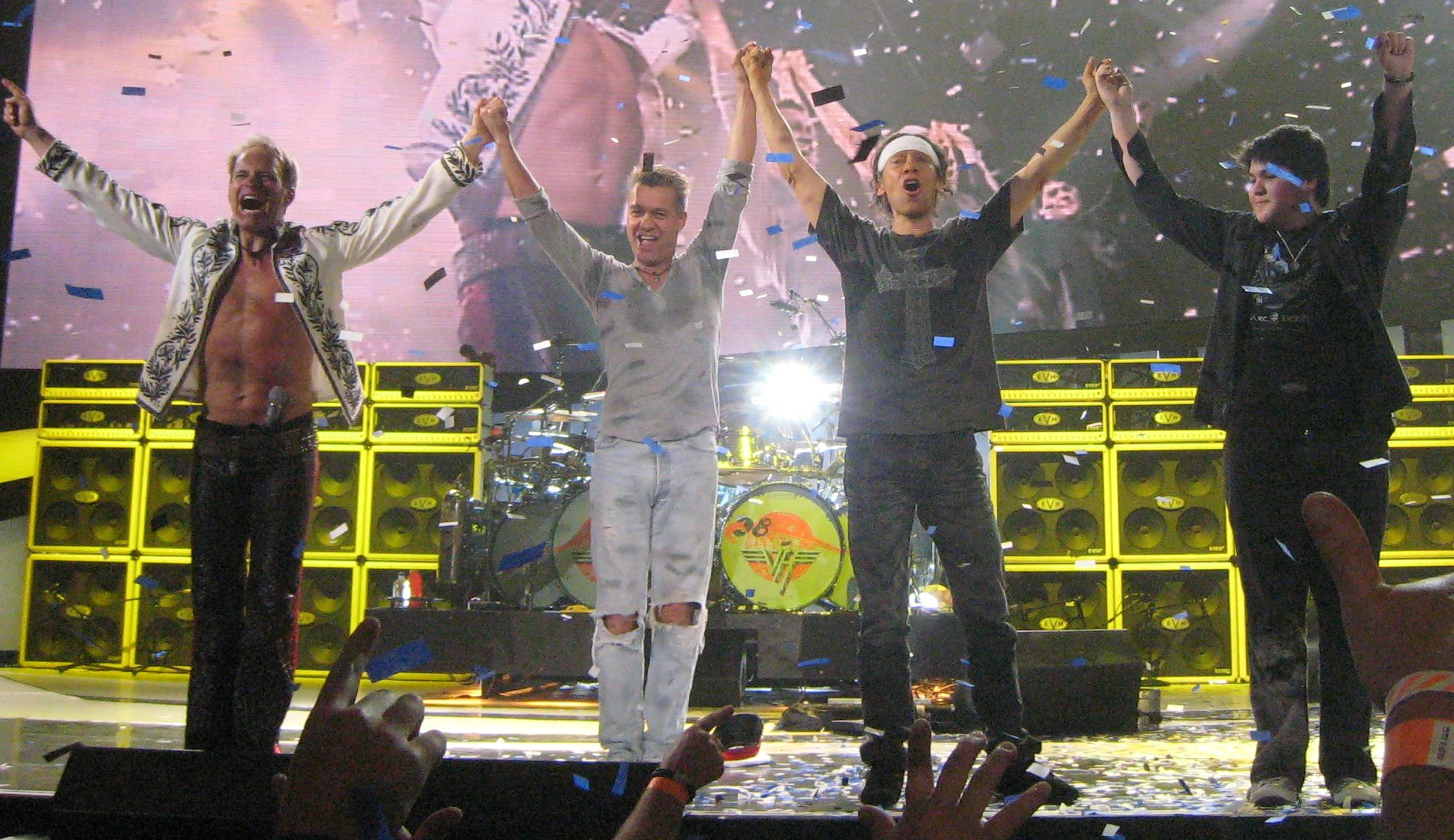
Van Halen (2008)

Dies ist eine Übersicht über die Auszeichnungen für Musikverkäufe der US-amerikanischen Hard-Rock-Band Van Halen. Den Quellenangaben zufolge verkaufte sie bisher mehr als 80 Millionen Tonträger, damit gehört sie zu den erfolgreichsten Bands aller Zeiten. Die Auszeichnungen finden sich nach ihrer Art (Gold, Platin usw.), nach Staaten getrennt in chronologischer Reihenfolge, geordnet sowie nach den Tonträgern selbst, ebenfalls in chronologischer Reihenfolge, getrennt nach Medium (Alben, Singles usw.), wieder.

## Auszeichnungen
| - Vereinigtes Königreich - 1986: für das Album 5150 - 1988: für das Album OU812 - 2013: für das Album For Unlawful Carnal Knowledge - 2024: für die Single Panama - Argentinien - 1996: für das Album Best Of – Volume I - Australien - 1990: für das Videoalbum Live Without a Net - Brasilien - 1997: für das Album Balance - 1998: für das Album Best Of – Volume I - Deutschland - 1989: für das Album Van Halen - 1993: für das Album 5150 - 2012: für das Album Best Of – Volume I - Finnland - 1984: für das Album 1984 - 1996: für das Album Best Of – Volume I - Frankreich - 1979: für das Album Van Halen - 1981: für das Album Women and Children First - 1984: für das Album 1984 - 1988: für das Album Van Halen II - Italien - 2025: für das Album 1984 - Japan - 1991: für das Album For Unlawful Carnal Knowledge - 1993: für das Album 1984 - 1994: für das Album Live: Right Here, Right Now - 1995: für das Album 5150 - 2014: für die Single Jump (Digital) - Kanada - 1993: für das Album Live: Right Here, Right Now - 2012: für das Album A Different Kind of Truth - Neuseeland - 2004: für das Album The Best of Both Worlds - 2024: für die Single Runnin’ with the Devil - Niederlande - 1984: für das Album Women and Children First - 1984: für das Album Van Halen II - Vereinigte Staaten - 1984: für die Single Jump - 1993: für das Videoalbum Live: Right Here, Right Now - 1997: für das Videoalbum Video Hits – Volume I - 1998: für das Album Van Halen III - Vereinigtes Königreich - 1984: für das Album Van Halen - 1987: für das Album 1984 - 2013: für das Album The Best of Both Worlds - 2019: für das Album Best Of – Volume I | - Australien - 1997: für das Album Best Of – Volume I - 2009: für das Videoalbum Video Hits – Volume I - Dänemark - 2023: für die Single Jump - Deutschland - 2009: für das Album 1984 - Italien - 2019: für die Single Jump - Japan - 1995: für das Album Balance - 1998: für das Album Van Halen III - Kanada - 1984: für das Album Diver Down - 1984: für das Album Fair Warning - 1991: für das Album For Unlawful Carnal Knowledge - Neuseeland - 1986: für das Album 5150 - 1996: für das Album Best Of – Volume I - 2024: für die Single Panama - Niederlande - 1984: für das Album Van Halen - Spanien - 2024: für die Single Jump - Vereinigte Staaten - 2004: für das Album The Best of Both Worlds - Australien - 1996: für das Album 5150 - Japan - 1996: für das Album Best Of – Volume I - Kanada - 1984: für das Album Women and Children First - 1984: für das Album Van Halen II - 1996: für das Album Best Of – Volume I - Neuseeland - 1985: für das Album 1984 - 2022: für die Single Jump - Vereinigte Staaten - 1993: für das Album Live: Right Here, Right Now - 1994: für das Album Fair Warning - 2005: für das Videoalbum Live Without a Net - Vereinigtes Königreich - 2025: für die Single Jump | - Kanada - 1986: für das Album 5150 - 1995: für das Album Balance - Neuseeland - 1978: für das Album Van Halen - Vereinigte Staaten - 1994: für das Album Women and Children First - 1994: für das Album For Unlawful Carnal Knowledge - 2004: für das Album Best Of – Volume I - 2004: für das Album Balance - Kanada - 1984: für das Album Van Halen - Vereinigte Staaten - 1998: für das Album Diver Down - 2004: für das Album OU812 - Kanada - 1984: für das Album 1984 - Vereinigte Staaten - 2004: für das Album Van Halen II - Vereinigte Staaten - 2004: für das Album 5150 - Vereinigte Staaten - 1996: für das Album Van Halen - 1999: für das Album 1984 |

## Auszeichnungen nach Alben

### Van Halen
| Land/Region                  | Auszeichnungen für Musikverkäufe (Land/Region, Auszeichnung, Verkäufe) | Verkäufe   |
| ---------------------------- | ---------------------------------------------------------------------- | ---------- |
| Deutschland (BVMI)           | Gold                                                                   | 250.000    |
| Frankreich (SNEP)            | Gold                                                                   | 100.000    |
| Kanada (MC)                  | 4× Platin                                                              | 400.000    |
| Neuseeland (RMNZ)            | 3× Platin                                                              | 60.000     |
| Niederlande (NVPI)           | Platin                                                                 | 100.000    |
| Vereinigte Staaten (RIAA)    | Diamant                                                                | 10.000.000 |
| Vereinigtes Königreich (BPI) | Gold                                                                   | 100.000    |
| Insgesamt                    | 3× Gold · 8× Platin · 1× Diamant ·                                     | 11.010.000 |

### Van Halen II
| Land/Region               | Auszeichnungen für Musikverkäufe (Land/Region, Auszeichnung, Verkäufe) | Verkäufe  |
| ------------------------- | ---------------------------------------------------------------------- | --------- |
| Frankreich (SNEP)         | Gold                                                                   | 100.000   |
| Kanada (MC)               | 2× Platin                                                              | 200.000   |
| Niederlande (NVPI)        | Gold                                                                   | 50.000    |
| Vereinigte Staaten (RIAA) | 5× Platin                                                              | 5.000.000 |
| Insgesamt                 | 2× Gold · 7× Platin ·                                                  | 5.350.000 |

### Women and Children First
| Land/Region               | Auszeichnungen für Musikverkäufe (Land/Region, Auszeichnung, Verkäufe) | Verkäufe  |
| ------------------------- | ---------------------------------------------------------------------- | --------- |
| Frankreich (SNEP)         | Gold                                                                   | 100.000   |
| Kanada (MC)               | 2× Platin                                                              | 200.000   |
| Niederlande (NVPI)        | Gold                                                                   | 50.000    |
| Vereinigte Staaten (RIAA) | 3× Platin                                                              | 3.000.000 |
| Insgesamt                 | 2× Gold · 5× Platin ·                                                  | 3.350.000 |

### Fair Warning
| Land/Region               | Auszeichnungen für Musikverkäufe (Land/Region, Auszeichnung, Verkäufe) | Verkäufe  |
| ------------------------- | ---------------------------------------------------------------------- | --------- |
| Kanada (MC)               | Platin                                                                 | 100.000   |
| Vereinigte Staaten (RIAA) | 2× Platin                                                              | 2.000.000 |
| Insgesamt                 | 3× Platin ·                                                            | 2.100.000 |

### Diver Down
| Land/Region               | Auszeichnungen für Musikverkäufe (Land/Region, Auszeichnung, Verkäufe) | Verkäufe  |
| ------------------------- | ---------------------------------------------------------------------- | --------- |
| Kanada (MC)               | Platin                                                                 | 100.000   |
| Vereinigte Staaten (RIAA) | 4× Platin                                                              | 4.000.000 |
| Insgesamt                 | 5× Platin ·                                                            | 4.100.000 |

### 1984
| Land/Region                  | Auszeichnungen für Musikverkäufe (Land/Region, Auszeichnung, Verkäufe) | Verkäufe   |
| ---------------------------- | ---------------------------------------------------------------------- | ---------- |
| Deutschland (BVMI)           | Platin                                                                 | 500.000    |
| Finnland (IFPI)              | Gold                                                                   | 25.305     |
| Frankreich (SNEP)            | Gold                                                                   | 100.000    |
| Italien (FIMI)               | Gold                                                                   | 25.000     |
| Japan (RIAJ)                 | Gold                                                                   | 100.000    |
| Kanada (MC)                  | 5× Platin                                                              | 500.000    |
| Neuseeland (RMNZ)            | 2× Platin                                                              | 40.000     |
| Vereinigte Staaten (RIAA)    | Diamant                                                                | 10.000.000 |
| Vereinigtes Königreich (BPI) | Gold                                                                   | 100.000    |
| Insgesamt                    | 5× Gold · 8× Platin · 1× Diamant ·                                     | 11.380.305 |

### 5150
| Land/Region                  | Auszeichnungen für Musikverkäufe (Land/Region, Auszeichnung, Verkäufe) | Verkäufe  |
| ---------------------------- | ---------------------------------------------------------------------- | --------- |
| Australien (ARIA)            | 2× Platin                                                              | 140.000   |
| Deutschland (BVMI)           | Gold                                                                   | 250.000   |
| Japan (RIAJ)                 | Gold                                                                   | 100.000   |
| Kanada (MC)                  | 3× Platin                                                              | 300.000   |
| Neuseeland (RMNZ)            | Platin                                                                 | 20.000    |
| Vereinigte Staaten (RIAA)    | 6× Platin                                                              | 6.000.000 |
| Vereinigtes Königreich (BPI) | Silber                                                                 | 60.000    |
| Insgesamt                    | 1× Silber · 2× Gold · 12× Platin ·                                     | 6.870.000 |

### OU812
| Land/Region                  | Auszeichnungen für Musikverkäufe (Land/Region, Auszeichnung, Verkäufe) | Verkäufe  |
| ---------------------------- | ---------------------------------------------------------------------- | --------- |
| Vereinigte Staaten (RIAA)    | 4× Platin                                                              | 4.000.000 |
| Vereinigtes Königreich (BPI) | Silber                                                                 | 60.000    |
| Insgesamt                    | 1× Silber · 4× Platin ·                                                | 4.060.000 |

### For Unlawful Carnal Knowledge
| Land/Region                  | Auszeichnungen für Musikverkäufe (Land/Region, Auszeichnung, Verkäufe) | Verkäufe  |
| ---------------------------- | ---------------------------------------------------------------------- | --------- |
| Japan (RIAJ)                 | Gold                                                                   | 100.000   |
| Kanada (MC)                  | Platin                                                                 | 100.000   |
| Vereinigte Staaten (RIAA)    | 3× Platin                                                              | 3.000.000 |
| Vereinigtes Königreich (BPI) | Silber                                                                 | 60.000    |
| Insgesamt                    | 1× Silber · 1× Gold · 4× Platin ·                                      | 3.260.000 |

### Live: Right Here, Right Now
| Land/Region               | Auszeichnungen für Musikverkäufe (Land/Region, Auszeichnung, Verkäufe) | Verkäufe  |
| ------------------------- | ---------------------------------------------------------------------- | --------- |
| Japan (RIAJ)              | Gold                                                                   | 100.000   |
| Kanada (MC)               | Gold                                                                   | 50.000    |
| Vereinigte Staaten (RIAA) | 2× Platin                                                              | 2.000.000 |
| Insgesamt                 | 2× Gold · 2× Platin ·                                                  | 2.150.000 |

### Balance
| Land/Region               | Auszeichnungen für Musikverkäufe (Land/Region, Auszeichnung, Verkäufe) | Verkäufe  |
| ------------------------- | ---------------------------------------------------------------------- | --------- |
| Brasilien (PMB)           | Gold                                                                   | 100.000   |
| Japan (RIAJ)              | Platin                                                                 | 200.000   |
| Kanada (MC)               | 3× Platin                                                              | 300.000   |
| Vereinigte Staaten (RIAA) | 3× Platin                                                              | 3.000.000 |
| Insgesamt                 | 1× Gold · 7× Platin ·                                                  | 3.600.000 |

### Best Of – Volume I
| Land/Region                  | Auszeichnungen für Musikverkäufe (Land/Region, Auszeichnung, Verkäufe) | Verkäufe  |
| ---------------------------- | ---------------------------------------------------------------------- | --------- |
| Argentinien (CAPIF)          | Gold                                                                   | 20.000    |
| Australien (ARIA)            | Platin                                                                 | 70.000    |
| Brasilien (PMB)              | Gold                                                                   | 100.000   |
| Deutschland (BVMI)           | Gold                                                                   | 250.000   |
| Finnland (IFPI)              | Gold                                                                   | 22.015    |
| Japan (RIAJ)                 | 2× Platin                                                              | 400.000   |
| Kanada (MC)                  | 2× Platin                                                              | 200.000   |
| Neuseeland (RMNZ)            | Platin                                                                 | 15.000    |
| Vereinigte Staaten (RIAA)    | 3× Platin                                                              | 3.000.000 |
| Vereinigtes Königreich (BPI) | Gold                                                                   | 100.000   |
| Insgesamt                    | 6× Gold · 9× Platin ·                                                  | 4.170.015 |

### Van Halen III
| Land/Region               | Auszeichnungen für Musikverkäufe (Land/Region, Auszeichnung, Verkäufe) | Verkäufe |
| ------------------------- | ---------------------------------------------------------------------- | -------- |
| Japan (RIAJ)              | Platin                                                                 | 200.000  |
| Vereinigte Staaten (RIAA) | Gold                                                                   | 500.000  |
| Insgesamt                 | 1× Gold · 1× Platin ·                                                  | 700.000  |

### The Best of Both Worlds
| Land/Region                  | Auszeichnungen für Musikverkäufe (Land/Region, Auszeichnung, Verkäufe) | Verkäufe  |
| ---------------------------- | ---------------------------------------------------------------------- | --------- |
| Neuseeland (RMNZ)            | Gold                                                                   | 7.500     |
| Vereinigte Staaten (RIAA)    | Platin                                                                 | 1.000.000 |
| Vereinigtes Königreich (BPI) | Gold                                                                   | 100.000   |
| Insgesamt                    | 2× Gold · 1× Platin ·                                                  | 1.107.500 |

### A Different Kind of Truth
| Land/Region | Auszeichnungen für Musikverkäufe (Land/Region, Auszeichnung, Verkäufe) | Verkäufe |
| ----------- | ---------------------------------------------------------------------- | -------- |
| Kanada (MC) | Gold                                                                   | 40.000   |
| Insgesamt   | 1× Gold ·                                                              | 40.000   |

## Auszeichnungen nach Singles

### Runnin’ with the Devil
| Land/Region       | Auszeichnungen für Musikverkäufe (Land/Region, Auszeichnung, Verkäufe) | Verkäufe |
| ----------------- | ---------------------------------------------------------------------- | -------- |
| Neuseeland (RMNZ) | Gold                                                                   | 15.000   |
| Insgesamt         | 1× Gold ·                                                              | 15.000   |

### Jump
| Land/Region                  | Auszeichnungen für Musikverkäufe (Land/Region, Auszeichnung, Verkäufe) | Verkäufe  |
| ---------------------------- | ---------------------------------------------------------------------- | --------- |
| Dänemark (IFPI)              | Platin                                                                 | 90.000    |
| Italien (FIMI)               | Platin                                                                 | 50.000    |
| Japan (RIAJ)                 | Gold                                                                   | 100.000   |
| Neuseeland (RMNZ)            | 2× Platin                                                              | 60.000    |
| Spanien (Promusicae)         | Platin                                                                 | 60.000    |
| Vereinigte Staaten (RIAA)    | Gold                                                                   | 1.000.000 |
| Vereinigtes Königreich (BPI) | 2× Platin                                                              | 1.200.000 |
| Insgesamt                    | 2× Gold · 7× Platin ·                                                  | 2.560.000 |

### Panama
| Land/Region                  | Auszeichnungen für Musikverkäufe (Land/Region, Auszeichnung, Verkäufe) | Verkäufe |
| ---------------------------- | ---------------------------------------------------------------------- | -------- |
| Neuseeland (RMNZ)            | Platin                                                                 | 30.000   |
| Vereinigtes Königreich (BPI) | Silber                                                                 | 200.000  |
| Insgesamt                    | 1× Silber · 1× Platin ·                                                | 230.000  |

## Auszeichnungen nach Videoalben

### Live Without a Net
| Land/Region               | Auszeichnungen für Musikverkäufe (Land/Region, Auszeichnung, Verkäufe) | Verkäufe |
| ------------------------- | ---------------------------------------------------------------------- | -------- |
| Australien (ARIA)         | Gold                                                                   | 7.500    |
| Vereinigte Staaten (RIAA) | 2× Platin                                                              | 200.000  |
| Insgesamt                 | 1× Gold · 2× Platin ·                                                  | 207.500  |

### Live: Right Here, Right Now
| Land/Region               | Auszeichnungen für Musikverkäufe (Land/Region, Auszeichnung, Verkäufe) | Verkäufe |
| ------------------------- | ---------------------------------------------------------------------- | -------- |
| Vereinigte Staaten (RIAA) | Gold                                                                   | 50.000   |
| Insgesamt                 | 1× Gold ·                                                              | 50.000   |

### Video Hits – Volume I
| Land/Region               | Auszeichnungen für Musikverkäufe (Land/Region, Auszeichnung, Verkäufe) | Verkäufe |
| ------------------------- | ---------------------------------------------------------------------- | -------- |
| Australien (ARIA)         | Platin                                                                 | 15.000   |
| Vereinigte Staaten (RIAA) | Gold                                                                   | 50.000   |
| Insgesamt                 | 1× Gold · 1× Platin ·                                                  | 65.000   |

## Statistik und Quellen
| Land/RegionAuszeichnungen für Musikverkäufe (Land/Region, Auszeichnungen, Verkäufe, Quellen) | Silber     | Gold       | Platin       | Diamant     | Verkäufe   | Quellen                                                     |
| -------------------------------------------------------------------------------------------- | ---------- | ---------- | ------------ | ----------- | ---------- | ----------------------------------------------------------- |
| Argentinien (CAPIF)                                                                          | —          | Gold1      | —            | —           | 20.000     | capif.org.ar (Memento vom 6. Juli 2011 im Internet Archive) |
| Australien (ARIA)                                                                            | —          | Gold1      | 4× Platin4   | —           | 232.500    | aria.com.au                                                 |
| Brasilien (PMB)                                                                              | —          | 2× Gold2   | —            | —           | 200.000    | pro-musicabr.org.br                                         |
| Dänemark (IFPI)                                                                              | —          | —          | Platin1      | —           | 90.000     | ifpi.dk                                                     |
| Deutschland (BVMI)                                                                           | —          | 3× Gold3   | Platin1      | —           | 1.250.000  | musikindustrie.de                                           |
| Finnland (IFPI)                                                                              | —          | 2× Gold2   | —            | —           | 47.320     | ifpi.fi                                                     |
| Frankreich (SNEP)                                                                            | —          | 4× Gold4   | —            | —           | 400.000    | infodisc.fr snepmusique.com                                 |
| Italien (FIMI)                                                                               | —          | Gold1      | Platin1      | —           | 75.000     | fimi.it                                                     |
| Japan (RIAJ)                                                                                 | —          | 5× Gold5   | 4× Platin4   | —           | 1.300.000  | riaj.or.jp JP2                                              |
| Kanada (MC)                                                                                  | —          | 2× Gold2   | 24× Platin24 | —           | 2.490.000  | musiccanada.com                                             |
| Neuseeland (RMNZ)                                                                            | —          | 2× Gold2   | 10× Platin10 | —           | 237.500    | aotearoamusiccharts.co.nz NZ2                               |
| Niederlande (NVPI)                                                                           | —          | 2× Gold2   | Platin1      | —           | 200.000    | nvpi.nl                                                     |
| Spanien (Promusicae)                                                                         | —          | —          | Platin1      | —           | 60.000     | elportaldemusica.es                                         |
| Vereinigte Staaten (RIAA)                                                                    | —          | 4× Gold4   | 38× Platin38 | 2× Diamant2 | 57.800.000 | riaa.com                                                    |
| Vereinigtes Königreich (BPI)                                                                 | 4× Silber4 | 4× Gold4   | 2× Platin2   | —           | 1.980.000  | bpi.co.uk                                                   |
| Insgesamt                                                                                    | 4× Silber4 | 33× Gold33 | 87× Platin87 | 2× Diamant2 |            |                                                             |